# St-Martin (Aincourt)

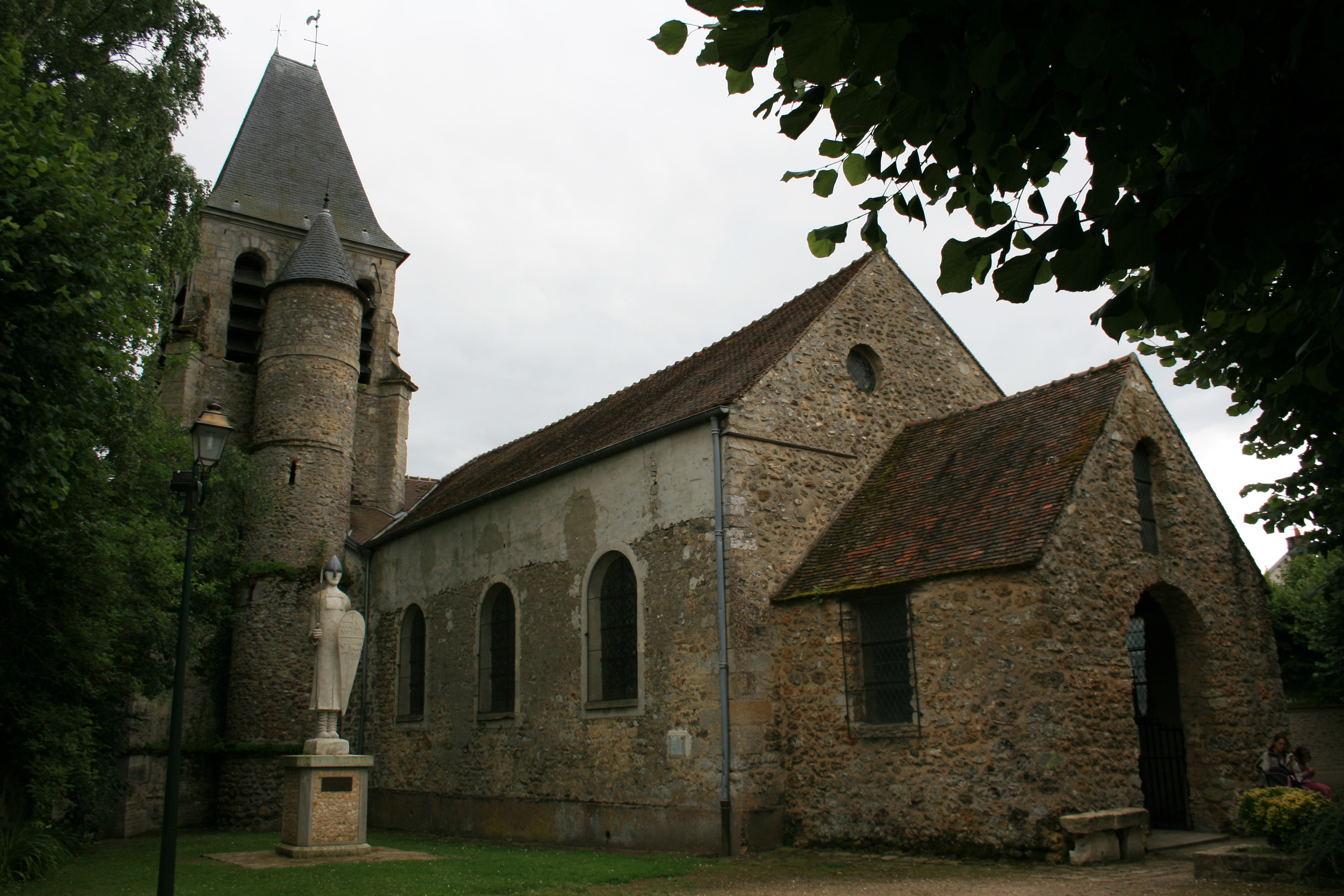
Kirche Saint-Martin

Die römisch-katholische Kirche St-Martin in Aincourt, einer französischen Gemeinde im Département Val-d’Oise in der Region Île-de-France, wurde im 12. Jahrhundert errichtet. Das Bauwerk steht seit 1939 als Monument historique auf der Liste der Baudenkmäler in Frankreich.

## Geschichte
Die Pfarrkirche wurde ursprünglich im 12. Jahrhundert errichtet und im 16. Jahrhundert umfassend erneuert, sodass aus dem 12. Jahrhundert nur noch Mauerreste vorhanden sind. Die Kirche in Form eines lateinischen Kreuzes besitzt einen Chor mit einem geraden Schluss. Am nördlichen Querarm steht der Glockenturm, der an seinem oberen Stockwerk Klangarkaden besitzt. Er ist an den Ecken mit Strebepfeilern versehen und ein runder Treppenturm ist angebaut.

## Ausstattung
In der Kirche befindet sich eine hölzerne Statue des Evangelisten Johannes aus dem 15. Jahrhundert.